# Johann Joachim Quantz
Johann Joachim Quantz (né le 30 janvier 1697 à Oberscheden dans l'électorat de Brunswick-Lunebourg et mort le 12 juillet 1773 à Potsdam), est un compositeur baroque, flûtiste, membre de l'École de Berlin et professeur de flûte du roi Frédéric II de Prusse.
Multi-instrumentiste, il a pour premier instrument le violon mais est reconnu pour ses talents à la flûte traversière, instrument pour lequel il est l'auteur d'un traité musical parmi les plus importants du xviiie siècle.

## Biographie
Johann Joachim Quantz nait en 1697. Il est fils d'un forgeron de Oberscheden (électorat de Hanovre). Intéressé très tôt par la musique, il assiste régulièrement aux fêtes populaires et bals villageois avec son grand frère Jost Matthias, qui se joint parfois lui-même aux musiciens. Il est destiné à la forge et fait une année d'apprentissage, interrompue par la mort de son père en 1707. Le jeune Quantz est confié alors à son oncle, Justus Quantz, musicien de ville à Mersebourg, avec qui il commence l'apprentissage de la musique. À la mort de l'oncle, son gendre Johann Adolf Fleischhack reprend Quantz comme élève. Sa formation dure en tout cinq ans ; il a appris à jouer du violon (son instrument principal), du hautbois, de la trompette (deuxième et troisième instruments respectivement), du trombone, du cornet, du cor, de la flûte à bec, du basson, du violoncelle, de la viole de gambe et de la contrebasse. Il étudie également le clavecin avec un de ses proches parents organiste, Johann Friedrich Kiesewetter, et s'exerce de plus à l'harmonie et la composition.
À partir de 1714, il gagne sa vie comme musicien municipal, successivement à Radeberg, Pirna et Mersebourg, puis il est engagé dans la même fonction à Dresde en mars 1716. 
En 1727, il se rend à Vienne pour étudier la composition avec Jan Dismas Zelenka et Johann Joseph Fux. En 1718, il devient hautboïste du petit ensemble de la Chapelle de la cour d'Auguste II de Pologne à Dresde. C'est seulement là qu'il se met sérieusement à la flûte et prend des cours avec le célèbre flûtiste français Pierre-Gabriel Buffardin, en poste dans la prestigieuse Chapelle de la cour de Saxe de Dresde. Effectuant son Grand Tour européen de 1724 à 1727, Quantz rencontre Domenico Scarlatti à Rome, où il se perfectionne avec Francesco Gasparini dans l'art du contrepoint, fait la connaissance de Johann Adolph Hasse, Alessandro Scarlatti et Farinelli à Naples, rencontre Jean-Marie Leclair à Turin et devient ami avec le grand flûtiste Michel Blavet à Paris ; en 1727, il décline la proposition de Georg Friedrich Haendel de rester à Londres et rentre à Dresde via les Pays-Bas et Hanovre.
En 1728, Quantz est promu flûtiste de l'orchestre de Dresde, où il restera jusqu'en 1741. À Berlin, il est remarqué par la reine de Prusse Sophie-Dorothée de Hanovre, mère du prince héritier Frédéric, qui, malgré l'opposition de son père Frédéric-Guillaume, va désormais prendre régulièrement des leçons de flûte avec Quantz à Berlin, Ruppin et Rheinsberg. Quantz devient également professeur de flûte du Margrave de Bayreuth.
Il se marie le 26 juin 1737 avec Anna Rosina Carolina Schindler, la veuve d'un musicien.

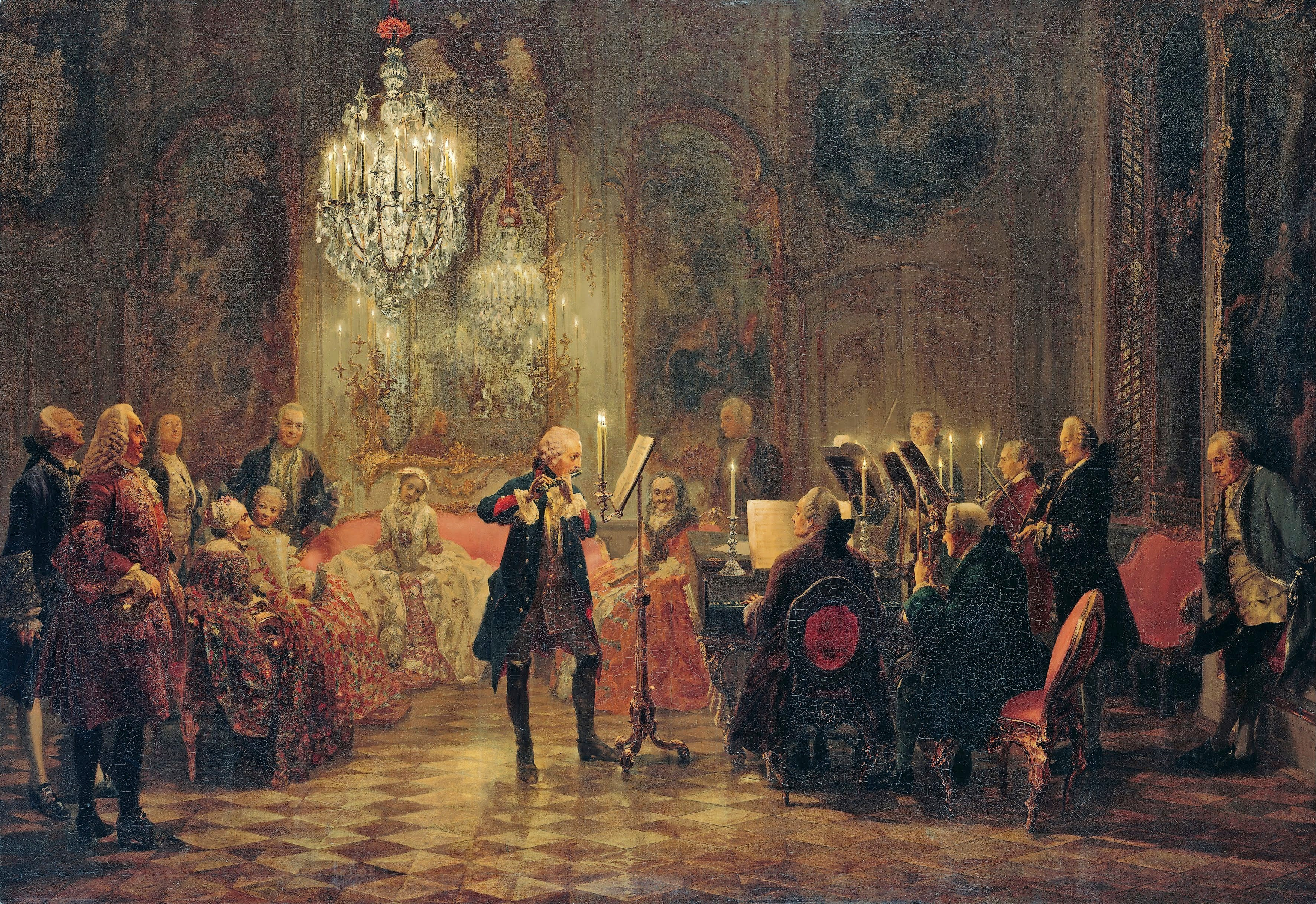
Concert de flûte de Frédéric le Grand à Sanssouci, Potsdam (1852).

En 1740, Frédéric devient roi de Prusse ; il offre alors à Quantz une rémunération triple de celle de la cour de Dresde et l'exemption des charges à l'orchestre de l'Opéra. Quantz est placé sous les ordres directs du roi et lui donne des cours quotidiens de flûte et de composition. Il accompagne Frédéric même pendant ses campagnes militaires.
Comme musicien de la chambre du roi et compositeur de la cour de Potsdam, Quantz est pendant trente ans chargé d'organiser les concerts vespéraux du roi. Carl Philipp Emanuel Bach et Franz Benda font partie de ce cercle élitaire de musiciens de chambre, mais seul Quantz a le privilège de critiquer en bien ou en mal le roi. Quantz écrit environ six cents œuvres dénotant pour les premières l'influence du style italien, entre autres de Vivaldi, et plus tard du style galant et de l'Empfindsamkeit. Il précise aussi que son jeu et ses compositions ont été influencés par le violoniste Johann Georg Pisendel et par Johann Adolph Hasse. 

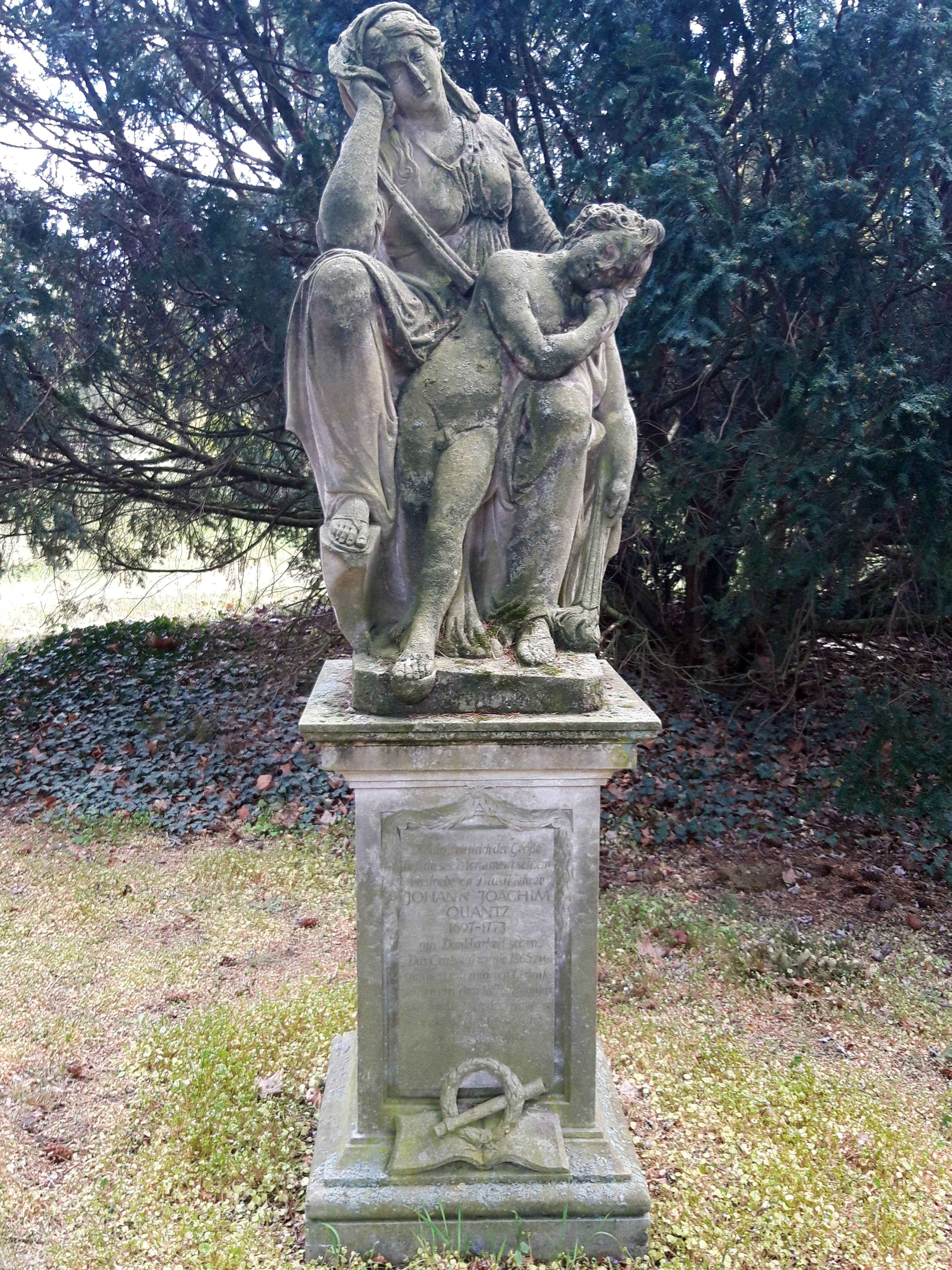
Tombe de J.J. Quantz par Räntz

Quantz a rédigé son autobiographie en 1754 pour Friedrich Wilhelm Marpurg, complétée en 1762 pour le projet Storia della Musica du Padre Martini.
Johann Joachim Quantz meurt à Potsdam le 12 juillet 1773, à l'âge de 76 ans, après une brève maladie. Le roi Frédéric lui fait ériger une tombe avec une statue d'Euterpe mélancolique dans l'ancien cimetière de Potsdam, et sa ville natale de Scheden lui dédie un monument commémoratif en 1991.

## Facture
Quantz a, avec P. G. Buffardin, fait de nombreuses recherches sur la flûte traversière. À partir de 1739, désirant apporter ses améliorations à la facture instrumentale, il fabrique lui-même ses flûtes, mais, ne faisant pas partie de la Guilde des facteurs d'instruments, il ne peut pas les signer. Au service de Frédéric II, il est payé 100 ducats pour chaque flûte fournie au monarque ; il lui en construit au moins dix-huit, dont huit sont maintenant conservées dans des musées.

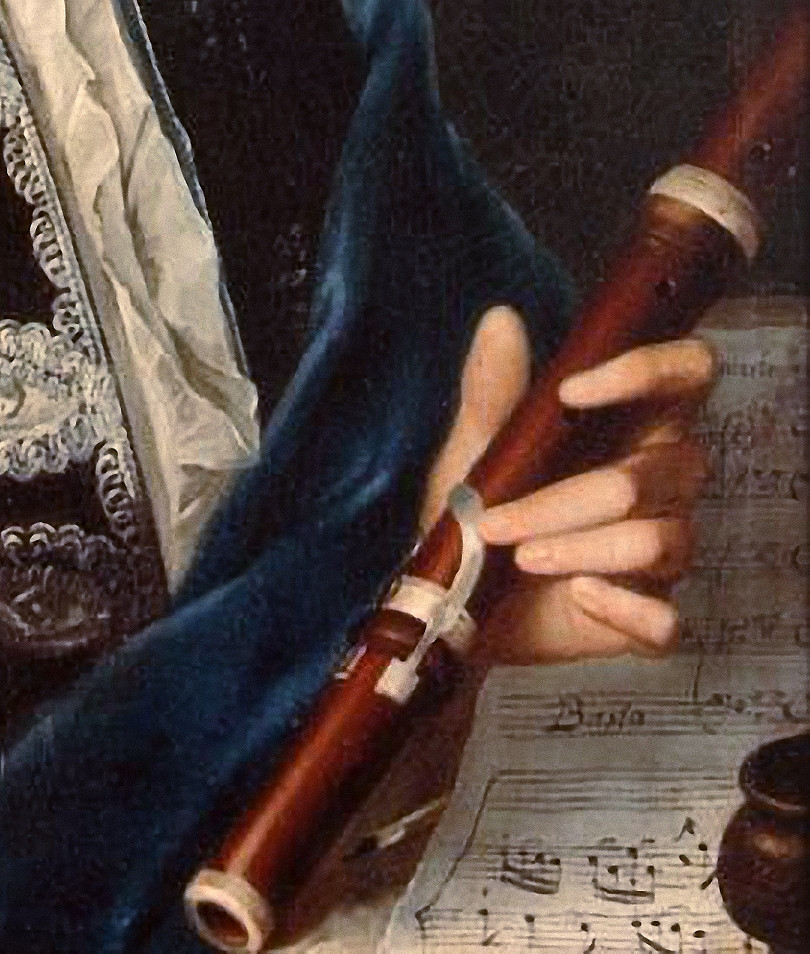
La clé de mi bémol de la flûte de Quantz

Sans qu'on puisse le créditer d'en être l'inventeur, il porte son attention sur la bague coulissante d'accord de la tête, le réglage par vis de la position du bouchon et la multiplication des corps de rechange, soit tout ce qui peut affecter la justesse et la sonorité lorsqu'on adapte l'instrument aux différents diapasons. Il privilégie l'ébène par rapport au buis et utilise une perce d'un diamètre supérieur à ce qui est habituel.
D'autre part, Quantz est opposé à la gamme tempérée, prêchée notamment par son contemporain l'organiste Georg Andreas Sorge. Ainsi, il est pour lui préférable de différencier le mi bémol du ré dièse, ou le si dièse du do. En 1726, il ajoute à la patte de la flûte traversière une deuxième clé, pour permettre de jouer juste le mi bémol en le différenciant du ré dièse, mais qui n'est pas reconnue comme indispensable par ses contemporains et notamment Antoine Mahaut, qui en conteste l'utilité pratique dans sa Nouvelle Méthode pour apprendre en peu de temps à jouer de la Flûte traversière (Paris, 1759) et préfère « y […] suppléer avec l'embouchure » arguant que « les Facteurs d'aujourd'hui […] font le trou de la clef ordinaire un peu plus grand qu'encienement [sic] pour mitiger ces deux tons ». La deuxième clé de Quantz sera abandonnée après lui.

## Œuvre théorique
« Essai d'une méthode pour apprendre à jouer de la flute traversiere, avec plusieurs remarques pour servir au bon goût dans la musique, le tout éclairci par des exemples et par XXIV. tailles douces, par Jean Joachim Quantz, musicien de la Chambre de Sa Majesté le Roi de Prusse » (Berlin, Voß, 1752), traduit de « Versuch einer Anweisung die Flöte traversiere zu spielen… », même éditeur.
Ce traité est l'un des plus importants du XVIIIe siècle. Ses qualités sont louées dans les écrits de Friedrich Wilhelm Marpurg, Georg Philipp Telemann, Johann Mattheson, Jakob Adlung, Johann Friedrich Agricola, Johann Friedrich Reichardt, Johann Nikolaus Forkel, Johann Georg Sulzer, Johann Samuel Schroeter, et il est approuvé tacitement par Carl Philipp Emanuel Bach et Leopold Mozart, dont les traités pour le clavier et le violon, parus peu après celui de Quantz, s'en inspirent et n'en divergent sur le fond que très peu.

## Œuvres musicales
Les compositions de Johann Joachim Quantz ont été numérotées en "QV" (Quantz Verzeichnis) dans le catalogue thématique établi par Horst Augsbach publié en 1997. Certaines y sont identifiées comme apocryphes.
Quantz laisse environ 600 œuvres. Ses compositions sont en grande majorité consacrées à la flûte traversière : environ 300 concertos, dont quatre pour 2 flûtes, environ 200 sonates pour flûte et basse continue, une cinquantaine de sonates en trio, 24 solos, 35 duos, trois sonates pour 3 flûtes, six quatuors… Pour les autres instruments, il a écrit quelques concertos et sonates pour cor, hautbois ou basson, et quelques-uns pour plusieurs instruments. Il est également l'auteur d’une trentaine de pièces vocales. 
La majeure partie de ses œuvres n'existe qu'en manuscrits et se trouve dans la Staatsbibliothek, une bibliothèque à Berlin, en Allemagne. Quelques-unes ont été éditées de son vivant :
- Six sonates pour flûte et basse continue, Dresde, 1734
- Six duos pour deux flûtes, Berlin, Winter, 1759

## Discographie
Compte-tenu de l'importante production de Quantz, seule une petite partie de son œuvre est enregistrée. C'est Jean-Pierre Rampal qui a été à l'origine de sa redécouverte, en enregistrant dès le début du microsillon plusieurs sonates :
- Sonate op. 1 n° 6, in La flûte à la cour de Frédéric II. L'Anthologie sonore AS3002LD (1952).
- Sonate en trio en ut mineur, avec Pierre Pierlot et Robert Veyron-Lacroix. BAM LD-011.
- Sonate en trio en ut majeur, avec Mario Duschenes et Robert Veyron-Lacroix. Erato EFM 42.037 (1958).
- Sonate en ré majeur, avec Kenneth Gilbert (1967). Musidisc RC 786.
- Duo op. 2 n° 5, avec Julius Baker (en). Washington (9)419 (1967, USA).

Le premier concerto édité (n° 161, en sol majeur, catalogué QV5:174 en 1997), de ce fait le plus connu, a été enregistré à partir des années 1960 par de célèbres interprètes sur des flûtes Boehm : J.-P. Rampal (Philips 835.735 LY, 1964), Roger Bourdin par deux fois (Club français du Disque CFD 267, 1961, et Vogue CLVLX 337, 1969), Abbie de Quant (en) (HMV, 1973), Peter-Lukas Graf (Claves 50.808, 1978), Wolfgang Schulz (en) (Telefunken, 1980), James Galway (RCA RD 60247, 1991), Patrick Gallois (DG 439 895-2, 1994), et plusieurs autres, jusqu'à Emmanuel Pahud en 2011, en CD pour EMI (0 84220 2) et en DVD (Cmajor 711404).
Les pionniers de l'interprétation historiquement informée (Hans-Martin Linde, Gustav Scheck (de), Frans Vester (nl), Frans Brüggen, Barthold Kuijken, Jan De Winne, Stephen Preston (en), Philippe Allain-Dupré) ont utilisé des flûtes baroques pour des enregistrements isolés de sonates dans les années 1960-80, tandis que leurs successeurs ont enregistré des CD monographiques : 
- Rachel Brown (en) : 
  - Cinq concertos pour flûte, avec The Brandenburg Consort, dir. Roy Goodman, 1996. Hyperion CDA66927 (1997).
  - Sept sonates. Chandos 0607 (1997).
- Ensemble Le Rondeau : Musique de chambre à la cour de Dresde, 7 sonates en trio, Duetto. Syrius SYR 141335 (1997).
- Benedek Csalog (hu) :
  - Sept sonates. Hungaroton HCD 32052 (2002).
  - Quatre concertos, avec Aura Musicale. Hungaroton HCD 31916 (2006).
- Jed Wentz (de) : Concerti from Dresden & Berlin, 5 concertos, avec Musica ad Rhenum. Challenge Classics CC72059 (2007).
- Verena Fischer : 7 sonates. Naxos 577805 (2009).
- Frank Theuns : Des Königs Flötenmeister, 4 concertos, avec Les Buffardins, 2012. Accent ACC24258.
- Mary Oleskiewicz :
  - Six sonates. Naxos 855064 (2003).
  - Six quatuors. Hungaroton HCD 32286 (2004).
  - Sept sonates. Hungaroton HCD 32617 (2011).
  - Quatre concertos, avec le Concerto Armonico. Naxos 8.573120 (2013).

## Hommages
L'astéroïde (9911) Quantz, découvert en 1973, est nommé en son honneur.